# Oxymitra gracilis
Oxymitra gracilis là loài thực vật có hoa thuộc họ Na. Loài này được (Hook. f.) Sprague & Hutch. mô tả khoa học đầu tiên năm 1916.